# William Dougal Christie
William Dougal Christie fue un diplomático, escritor, historiador, abogado y político británico del siglo XIX. Tuvo un destacado papel en la creación de la Biblioteca de Londres, impulsó reformas universitarias y electorales en su país, participó de los sucesos diplomáticos en Brasil y en las naciones del Río de la Plata durante los años 1850 y 1860 y escribió destacados ensayos centrados principalmente en la vida cultural del siglo XVII en su país.

## Biografía
William Dougal Christie nació el 5 de enero de 1816 en Bombay, India, hijo de Dougal Christie, oficial médico al servicio de la East India Company.
Christie originalmente planeaba ingresar como su padre en la East India Company, pero encontrándose de regreso en Gran Bretaña ingresó al Trinity College (Cambridge).

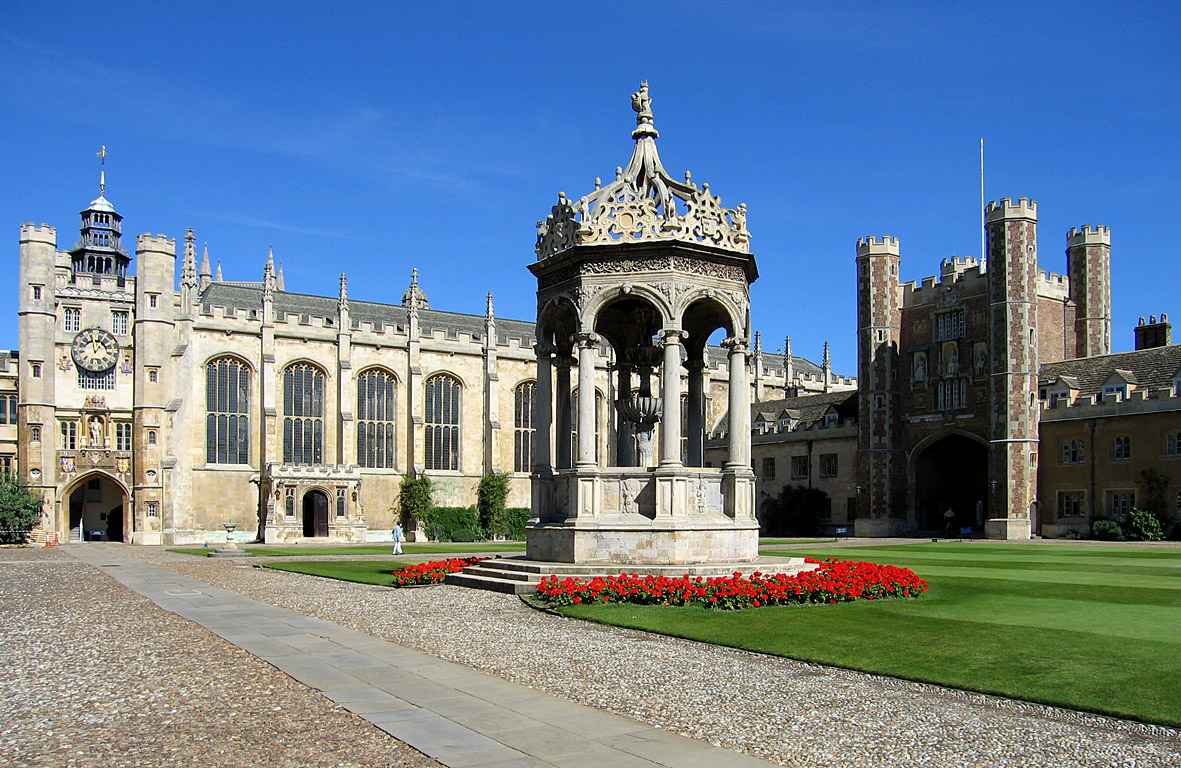
Trinity College, Cambridge

En 1836 se sumó a la sociedad de los Apóstoles de Cambridge.
Fundada en 1820 por George Tomlinson, incluía a personalidades británicas de todas las áreas que habían coincidido en esa casa de estudios: escritores como Alfred Tennyson y John Sterling, políticos como Sir William Harcourt, jueces como Arthur William Buller, físicos y matemáticos como James Clerk Maxwell y A. N. Whitehead, etc.
Se graduó en leyes en el Trinity College en 1838 y tras ingresar al Inner Temple, una de las cuatro Inns of Court (Colegios profesionales de abogados) en 1840 se inició en el ejercicio de su profesión.
En 1841 fue por poco tiempo secretario del Primer Lord del Almirantazgo Gilbert Elliot-Murray-Kynynmound, 2° Earl de Minto (Lord Minto). Habitada entonces en Hayes Park, Middlesex.
Ese mismo año casó con Mary Grant, nacida en 1819 en St.Omer, Francia, hija de James Grant y Mary Penelope Blencowe, y con quien tendría seis hijos: William Henry (1842, Middlesex), Alice Mary (1844, Middlesex), Charles Howard Peregine (1846, Middlesex), Mary Elizabeth (1847, Middlesex), George (1854) y Catharine Anna Frances Christie (1856).
Decidido propulsor de la creación de la Biblioteca de Londres colaboró y mantuvo una constante correspondencia con Thomas Carlyle y el 15 de febrero de 1841 escribió a esos efectos una carta pública a Lord Clarendon, An explanation of the scheme of the London Library, in a letter to the Earl of Clarendon.
Fundada finalmente poco después la Biblioteca, Christie fue el primer miembro de su personal y el principal colaborador de Carlyle.
Obtuvo un escaño en la Casa de los Comunes en representación de Weymouth entre abril de 1841 y noviembre de 1847. Siendo adepto al Unitarismo, durante su mandato presentó una moción para abolir los test religiosos en las universidades.
En una carta de David Jennings Vipan a William Bodham Donne del 26 de abril de 1845 era llamado «el Cobden del liberalismo en las Universidades».

### Mosquitia
En mayo de 1848 fue nombrado cónsul general en Mosquitia. El protectorado británico, Reino de Mosquitia, era gobernado por el rey George IV Augustus Frederick (1832 - 1865). Su predecesor, Patrick Walker, había muerto en el río San Juan tras la captura de San Juan del Norte el 1 de enero de 1848.
Christie arribó a Jamaica en julio de 1848 y dejando de lado al Consejo real creado por Walker en Bluefields pasó a San José de Costa Rica donde fue reconocido por el gobierno como el representante británico en Mosquitia, en un reconocimiento formal de la nación ficticia, mientras aplaudía la ocupación de San Juan por «las ventajas inmediatas que obtendra Costa Rica ante la ocupación de San Juan por un gobierno ilustrado», en palabras del diplomático Felipe Francisco Molina y Bedoya, quien se apresuraba en Londres a negociar contratos para construir un canal que pasaría por el río San Juan, el lago de Nicaragua y el río Sapoá, para asegurar la navegabilidad del río Sarapiquí, colonizar territorios costeros del lago Nicaragua y del río San Juan y un empréstito de un millón de pesos.
Tras su exitosa misión, Christie viajó a León (Nicaragua), pero el gobierno nicaragüense se negó de plano a reconocer su mandato y el cónsul se retiró ofendido.
Ephraim George Squier, cónsul de Estados Unidos, cuyos intereses nacionales se contraponían entonces a los británicos en la región, en junio de 1849 informó a John Middleton Clayton, Secretario de Estado del presidente Zachary Taylor, acerca del estado de Mosquitia bajo el cónsul Christie, quien se disponía ya a abandonar su destino: «Ninguna ley o regulación escrita ha sido promulgada, y este caballero es de hecho un dictador (...) se ha convertido en alguien extremadamente desagradable para los habitantes sin excepción, y su conducta arbitraria es objeto de denuncias (..) la hostilidad de los nicaragüenses hacia los ingleses no conoce límites».

### Argentina

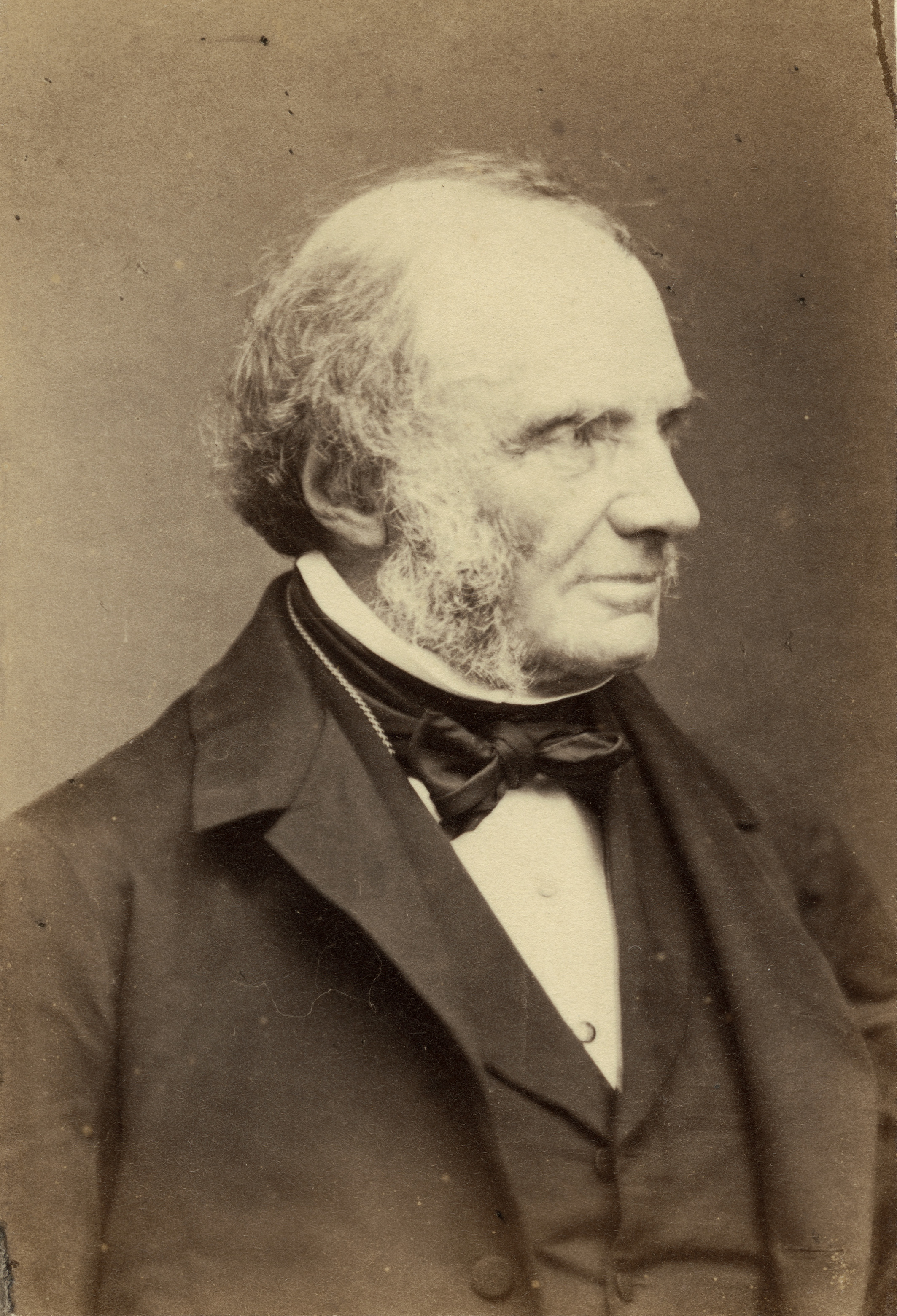
Lord John Russell, 1° Earl Russell

Christie regresó a Gran Bretaña en 1849. En 1851 fue designado secretario de la legación británica en Berna, debiendo frecuentemente hacerse cargo como embajador ante la Confederación Suiza.
En 1853 Lord John Russell, quien finalizaba su cargo de secretario del Foreign Office, lo designó embajador en Paraná, capital provisional de la Confederación Argentina tras la secesión del Estado de Buenos Aires. 
Christie quien era según la crítica unánime de sus contemporáneos «hombre impetuoso y sin tacto, poco dotado para la diplomacia, particularmente para hacerse cargo de un puesto», respondió a su superior que iría a Paraná cuando fuese capaz de averiguar dónde estaba. Esto impulsó a muchos, el principal Henry Labouchère, a exigir a Russell la destitución de Christie, pero el secretario prefirió insistir en sus órdenes. Esta vez Christie se ofreció a cumplir sus obligaciones en Argentina desde su residencia en Baden-Baden, lo que finalmente decidió a su superior a despedirlo.
No obstante Russell fue reemplazado por Lord Clarendon y en 1856 Christie partió finalmente hacia su nuevo destino.

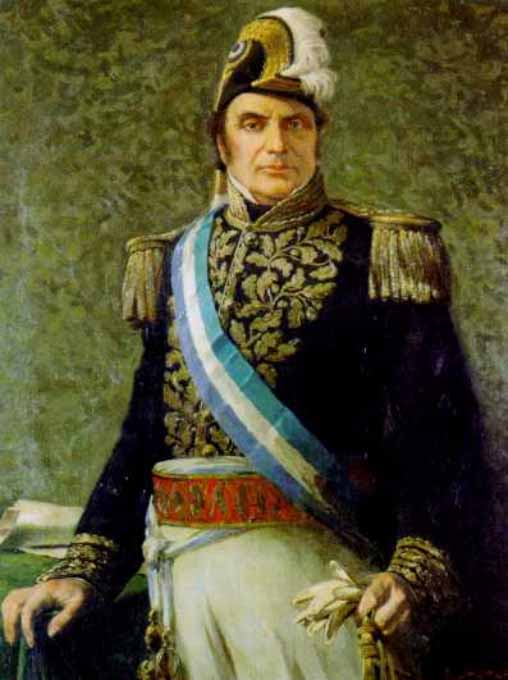
Justo José de Urquiza

A su llegada en el mes de junio de 1856 la situación en el área del Río de la Plata era compleja. Si bien la Guerra entre la Confederación Argentina y el Estado de Buenos Aires se encontraba en una impasse, la secesión porteña se mantenía y la situación económica de la Confederación era apremiante. 
Por su parte, el gabinete del Imperio del Brasil encabezado desde 1853 por el conservador Honório Hermeto Carneiro Leão, marqués de Paraná, había encomendado a su exministro de asuntos exteriores Antônio Paulino Limpo de Abreu, Vizconde de Abaeté, una delicada misión ante el gobierno de la Confederación Argentina encabezado por Justo José de Urquiza.
Las reuniones entre el ministro de relaciones exteriores de la Confederación Argentina Juan María Gutiérrez y Abaeté efectuadas entre los meses de febrero y marzo generaron fuertes suspicacias en Buenos Aires denunciándose que tenían por objeto una alianza defensiva y ofensiva entre la Confederación y el Imperio. Pero el mantenimiento del statu quo entre las partes enfrentadas era un objetivo del Imperio, que por otra parte consideraba entonces que la política del presidente Carlos Antonio López convertía al Paraguay en una amenaza creciente.
El 7 de marzo de 1856 se firmó un Tratado de Amistad, Comercio y Navegación: el artículo 2° del secreto Tratado de Paraná comprometía a las partes "a no apoyar directa o indirectamente la segregación de porción alguna de los territorios de la otra, ni la creación en ellos de gobiernos independientes, en desconocimiento de la autoridad soberana legítima respectiva" y por el 3° y 4° al "reconocimiento de la independencia del Paraguay y se obligan a defender la independencia e integridad de la República Oriental conforme a las estipulaciones de la convención de 1828". 
Las restantes cláusulas trataban de la "perfecta igualdad y benévola reciprocidad" y el trato mutuo de "nación más favorecida" y aseguraba la libre navegación de los ríos incluso en caso de guerra entre los estados del Río de la Plata o sus afluentes.
Finalmente el objetivo principal del Imperio, forzar a Urquiza a aceptar una alianza contra Paraguay, no se concretó. Mientras se efectuaban las conversaciones en Paraná, López había enviado a Río de Janeiro a José Bergés, quien el 6 de abril firmaba con el ministro José María da Silva Paranhos tratados de amistad y navegación por los que postergaba la discusión de límites por el término de seis años y se autorizaba el cruce de los buques comerciales y de guerra del Imperio. 
Christie tenía instrucciones de averiguar los alcances del tratado. El vicepresidente argentino Salvador María del Carril puso en conocimiento del embajador el objetivo inicial de la misión Abaeté, que aunque desechada por los tratados Berges-Paranhos, causó alarma en la diplomacia británica al amenazar la política de equilibrio que propugnaba en el Río de la Plata. 
Christie informó al canciller Clarendon que «El vicepresidente me explicó que la Confederación, no obstante el tratado, no había hallado ninguna actitud amistosa en el gobierno de Paraguay (...) que si Brasil estaba determinado a declarar la guerra al Paraguay, no faltarían buenas razones para que la Confederación hiciera causa común con el Brasil.»

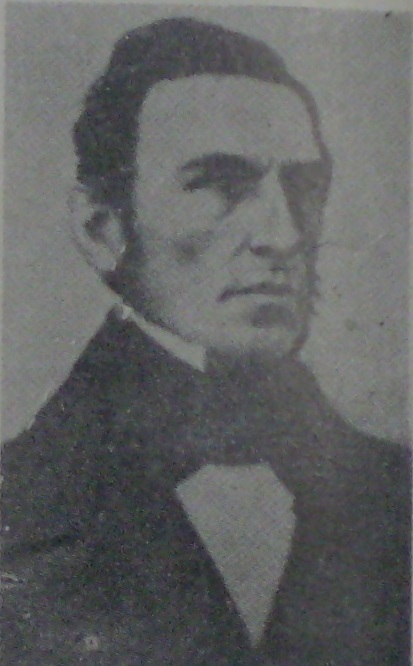
Valentín Alsina

En diciembre Valentín Alsina, líder de la tendencia autonomista, fue elegido gobernador de Buenos Aires y Christie visitó la capital rebelde, donde si bien mantuvo un público apoyo a las autoridades legítimas de la nación, mantuvo conversaciones informales con los moderados Norberto de la Riestra y Dalmacio Vélez Sársfield.
Antes de regresar a Paraná, Christie se entrevistó con Alsina e insistió en la posibilidad de un entendimiento entre los gobiernos en conflicto.
A mediados de junio de 1857 Christie regresaba a Paraná. El cambio de actitud hacia Buenos Aires, que Christie atribuyó a la creciente influencia de Santiago Derqui y la falta de respuesta a los planteos británicos por los aranceles de aduana diferenciales y los reclamos financieros de súbditos británicos llevaron a Christie a aconsejar en su informe del 28 de junio a Clarendon un "giro" respecto de la actitud ante la Confederación: «si el gobierno nacional prosigue con esa política tendiente a perpetuar la desunión, o si por una causa cualquiera la separación de Buenos Aires parezca hacerse permanente, el Gobierno de Su Majestad no tardará en verse obligado a considerar la necesidad de una revisión de la política que prosiguió hasta este momento esperando apresurar la unión con el apoyo moral que otorgó al Gobierno Nacional (...) Creo que M. Lefebvre se prepara para hablar en términos idénticos.»
Poco antes, el 4 de mayo de 1857, se constituía un nuevo gabinete en Brasil encabezado por Pedro de Araújo Lima, quien envió al canciller saliente, José María da Silva Paranhos, en misión ante la Confederación y Paraguay. 
En noviembre de 1857 se firmó un tratado relativo a la libre navegación de los ríos, extradición de esclavos brasileños que huyeran al territorio argentino y de límites. A cambio, pocos días después el gobierno federal recibía un préstamo del Imperio, se instalaba en Rosario (Argentina) el banco de Ireneo Evangelista de Souza, barón de Mauá, y se firmaba un protocolo secreto de auxilio mutuo.
Paranhos siguió rumbo a Paraguay y en 1858 Christie partió también a Asunción. A comienzos de mayo, Paranhos y Christie regresaban a Paraná en momentos en que Luis José de la Peña era nombrado representante ante Montevideo y Río de Janeiro por la Confederación para recabar el apoyo del Imperio en la guerra con Buenos Aires de acuerdo a la cláusula de auxilio mutuo.
Christie decidió encarar un postrer intento de mediar entre las partes, pero el gobierno nacional descartó su mediación confiando erróneamente en los resultados de la misión Peña.

### Brasil

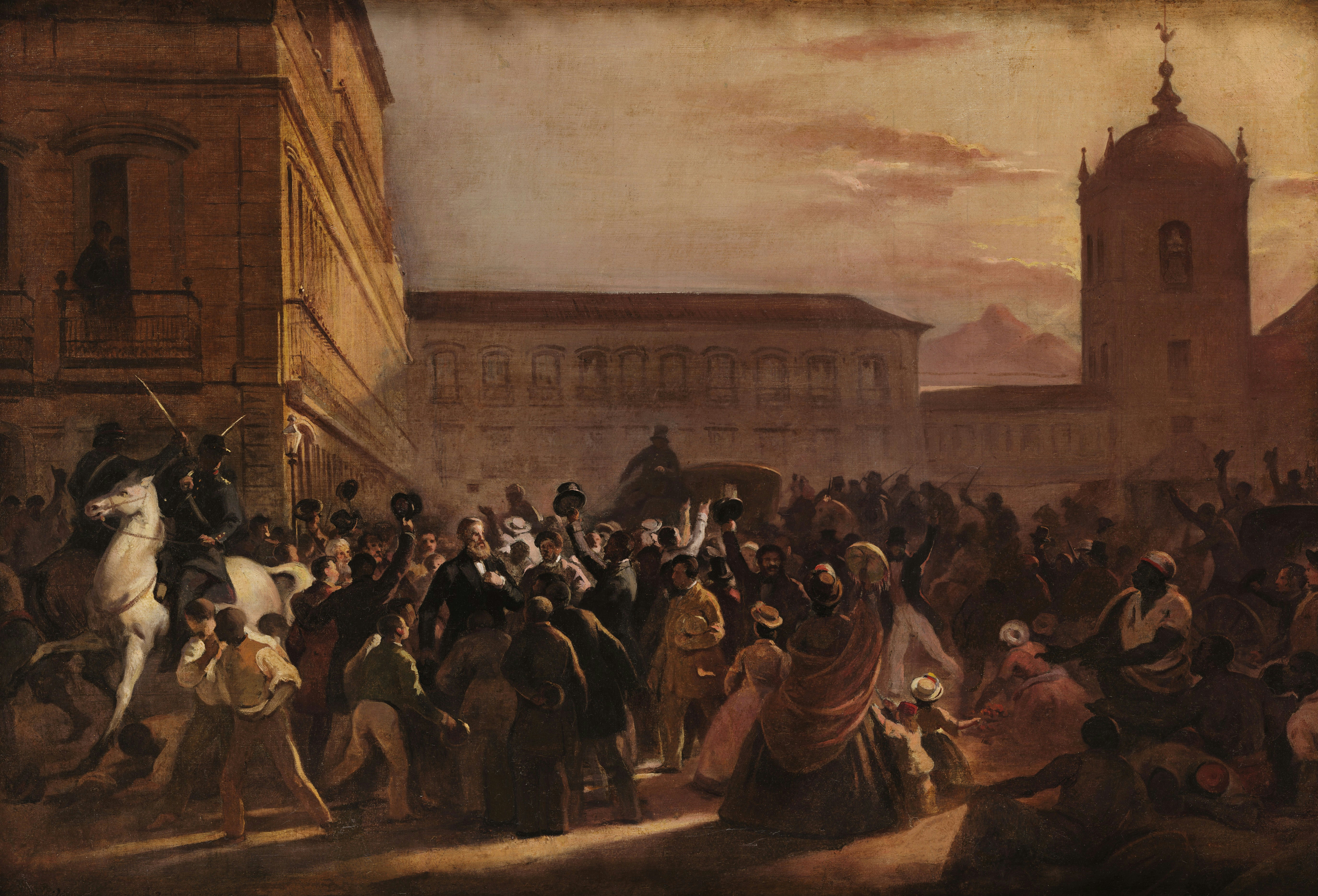
La "Questão Christie", de Víctor Meirelles (1864)

En 1859 Christie fue nombrado enviado extraordinario y ministro plenipotencionario ante el Imperio del Brasil. 
Su gestión estaría signada por constantes conflictos con el gobierno brasileño, en buena medida derivados de sus esfuerzos para imponer la observancia estricta de los tratados relativos a la trata de esclavos. Pero sería la cuestión del Prince of Wales y la del Forte las que marcarían su paso por Río de Janeiro, al punto que la grave crisis pasaría a la historia como Cuestión Christie.
En junio de 1861 el cónsul honorario del Reino Unido en el estado de Sao Paulo Henry Prendergast Vereker intervino ante las noticias del naufragio y saqueo del mercante británico Prince of Wales acaecido en las costas de Albardão, Río Grande del Sur. La comprobación del saqueo, sus sospechas de que los sobrevivientes del naufragio habían sido asesinados, la incapacidad de las autoridades locales para resolver el caso (que Vereker atribuía a connivencias con los saqueadores en algunos casos y a negligencia en otros) motivaron que la cuestión escalara rápidamente al secretario de Asuntos Exteriores, nuevamente John Russell, y que Christie tomara intervención directa en el asunto. 
Aún no se había resuelto el affaire cuando el 17 de junio de 1862 fueron detenidos tres oficiales de la fragata de 51 cañones HMS Forte (capitán Thomas Saumarez). Christie exigió una investigación y acciones inmediatas pero en agosto informaba a Russell que «el Gobierno brasileño ha procedido con inadecuada lentitud e indiferencia dada la gravedad de los hechos y el grave carácter de las denuncias del almirante Warren».
En noviembre de 1862 un escuadrón de guerra al mando del contralmirante Warren, compuesto de la fragata HMS Forte, las goletas HMS Stromboli (comandante Arthur Robert Henry) y HMS Curlew (comandante Charles Stuart Forbes), la corbeta HMS Satellite (comandante John Ormsby Johnson) y la cañonera HMS Doterel, bloqueó el puerto de Río de Janeiro y capturó cinco barcos. 
Tras protestar las medidas el representante brasileño en Londres presentó una demanda de indemnización. 
Ante la escalada, el gobierno brasileño aceptó el arbitraje del rey belga Leopoldo I de Bélgica, de la Casa de Sajonia-Coburgo-Gotha, pero solo en lo referente al trato de los oficiales de la fragata Forte. El 18 de junio de 1863 Leopoldo sentenció a favor de Brasil.
El diplomático del Imperio en Londres Francisco Ignácio de Carvalho Moreira, después barón de Pinedo, pidió al gabinete de Saint James:
1. que manifieste su pesar por los hechos ocurridos en las represalias
2. que manifieste no haber tenido intención de violar la soberanía del Imperio
3. indemnización de los interesados

Negándose a todo el gobierno inglés, el ministro se retiró de Gran Bretaña y el 25 de mayo de 1863 Brasil rompía relaciones con Gran Bretaña, por lo que Christie regresó a su patria.
La actuación de Christie, aunque públicamente apoyada por el gobierno, había generado irritación. Sus defectos de personalidad no sólo habían afectado la relación con Brasil sino generado enfrentamientos con los estadounidenses. Jugando al whist en la embajada rusa con el embajador de los Estados Unidos general James Watson Webb, Webb cuestionó su juego a lo que Christie respondió de tal manera que Webb se quejó ante Lord Russel del comportamiento poco caballeroso de Christie, quien a su regreso fue despedido.

### Hombre de letras
Reemplazado Russel en el Foreign Office, Lord Houghton interpuso sus buenos oficios antes el nuevo secretario, Lord Stanley. Christie salvó finalmente su pensión pero su carrera estaba acabada y no tuvo nuevos destinos en el exterior, debiendo retirarse en 1871. Tras intentar sin éxito en dos oportunidades reingresar al Parlamento, dedicó el resto de su vida al estudio de la historia y la literatura del siglo XVII.
En 1863 publicó su correspondencia con el comerciante y político John Bramley-Moore (1800-1886), destacado Lord Mayor de Liverpool (1848–49) y presidente de los muelles y junta de puertos de Liverpool.
En 1864 publicó sus Suggestions for an organization for restraint of corruption and expenditure at elections para reformar la maquinaria electoral británica.
En 1865 escribió sus Notes on Brazilian Questions recogiendo su versión de los hechos acaecidos durante su misión en Río de Janeiro.
En 1870 publicó The poetical works of John Dryden, recopilación y ensayo sobre la obra del poeta y dramaturgo de la Restauración inglesa. 

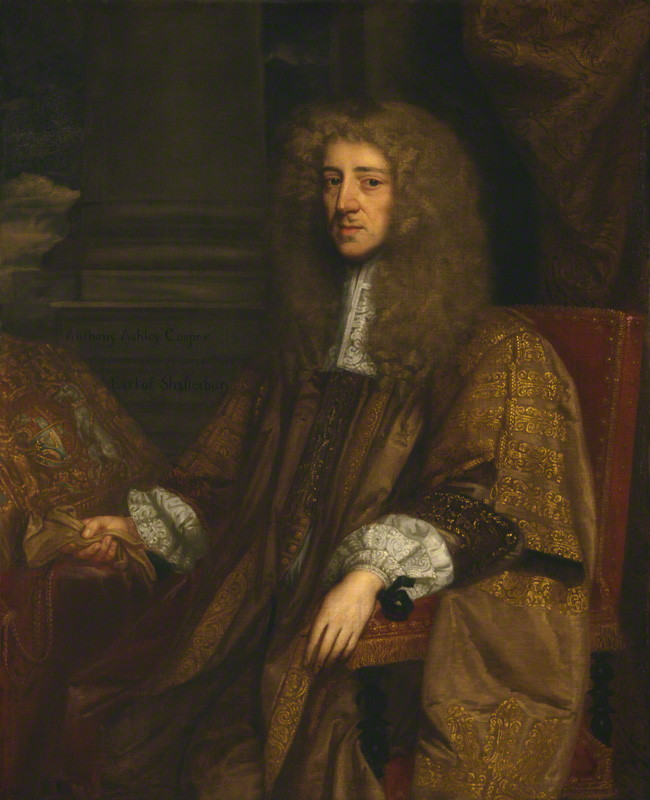
Anthony Ashley Cooper, Earl de Shaftesbury

En 1871 publicó una biografía sobre el primer Earl de Shaftesbury y su papel en la Restauración inglesa. Basada en buena medida en papeles del mismo Shaftesbury y de John Locke que había ya editado en 1859, resultó en una obra de gran interés y valor, aunque de extrema parcialidad a favor de Shaftesbury.
En 1872 publicó The ballot and corruption and expenditure at elections, recopilación de anteriores enyasos (el primero de ellos publicado ya en 1839) acerca del voto y la lucha contra el fraude electoral.

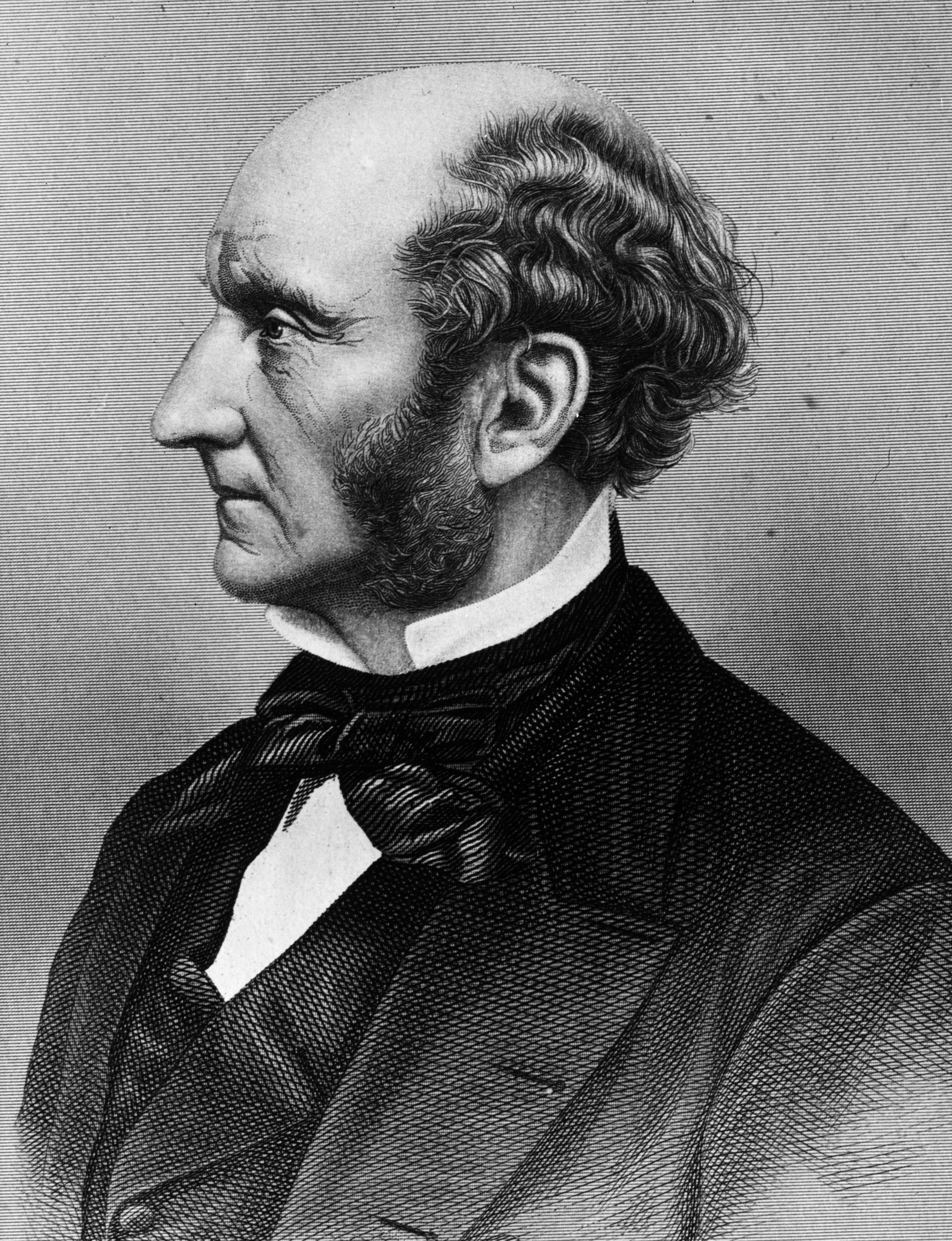
John Stuart Mill.

Activo corresponsal de John Stuart Mill, tras la muerte de Stuart Mill Christie salió en defensa de su reputación frente a los ataques de Abraham Hayward (1801-1884). En su John Stuart Mill and Mr. Abraham Hayward: a reply about Mill to a letter to the Rev. Stopford Brooke, publicada en 1873, respondió duramente a Hayward.
Ya gravemente enfermo, en 1874 editó para la Camden Society la correspondencia de Sir Joseph Williamson, secretario de estado del rey Carlos II de Inglaterra.
Falleció el 27 de julio de 1874 en su casa del 32 de Dorset Square, Marylebone, Londres.
Fue descripto como «un hombre de gran habilidad y valor, agudo y diligente, abierto y cordial, simpatico y de buen corazón» pero también en extremo irritable, exagerado e indiscreto.